# Korozja materiałów niemetalicznych
Korozja materiałów niemetalicznych (łac. corrosio - zżeranie) – procesy stopniowego niszczenia (korozji) takich materiałów, jak beton i żelbet, drewno (zgnilizna korozyjna drewna), skały, szkło, tworzywa sztuczne, w wyniku reakcji chemicznych, oddziaływań mikrobiologicznych lub fizycznych, np. rozpuszczanie (ługowanie), przemiany fazowe, oddziaływanie promieniowania, drgań, tarcia.

## Korozja betonu

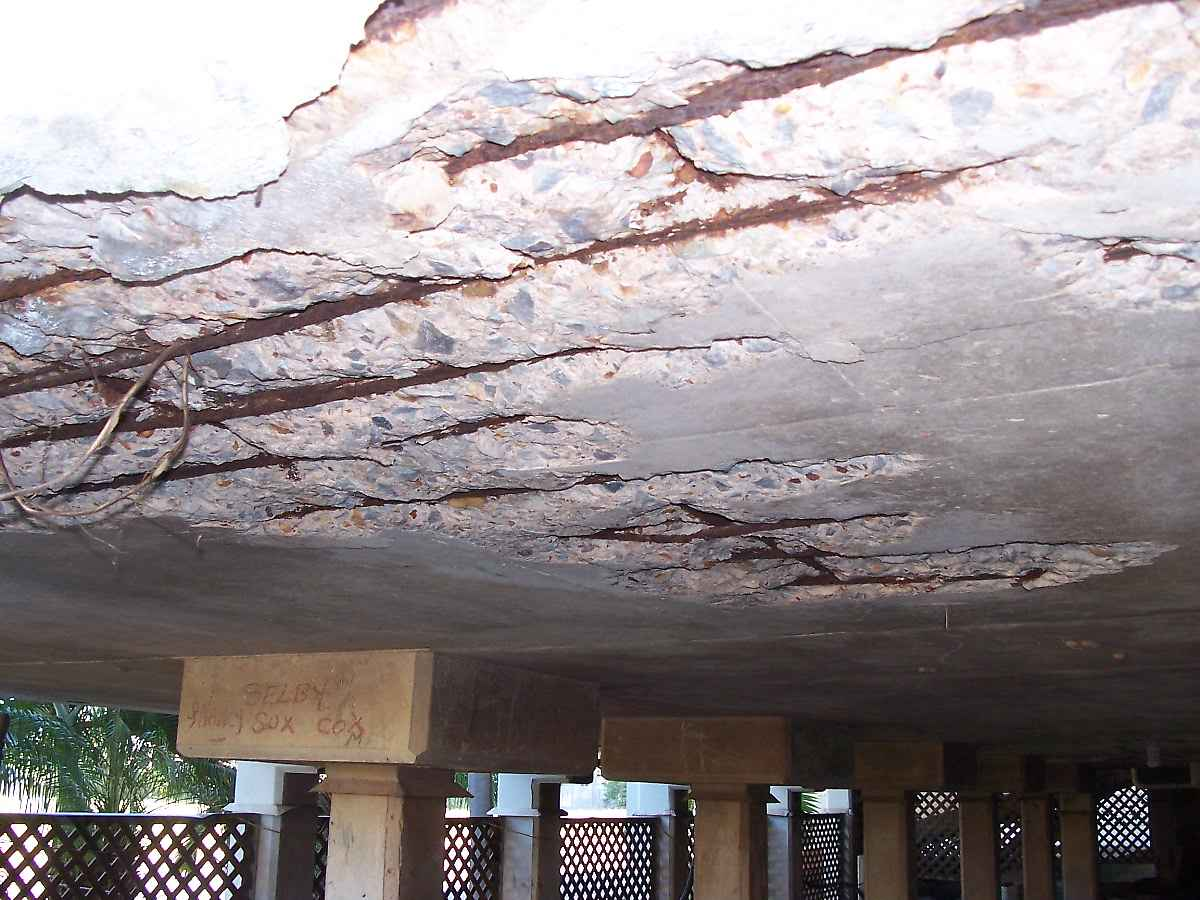
Efekty korozji żelbetu

Beton i żelbet są popularnymi materiałami konstrukcyjnymi, które cechuje ogniotrwałość, wytrzymałość na znaczne obciążenia statyczne i dynamiczne oraz swoboda w kształtowaniu elementów. Rodzaj chemicznej korozji betonu zależy od składu wody, migrującej przez porowatą strukturę Wyróżnia się korozję:
- ługującą, spowodowaną działaniem wód miękkich
- ogólno–kwasową, związaną z kwasowością
- kwasowo węglową, zależną od zawartości agresywnego dwutlenku węgla ,
- siarczanową, zależną od zawartości jonów siarczanowych
- magnezową, zależną od zawartości jonów magnezowych

Ochrona betonu przed korozją polega przede wszystkim na zmniejszaniu porowatości (przepuszczalności dla wody), np. przez właściwe zagęszczenie układanej mieszanki betonowej i dodatkowe zabiegi wypełniania porów na powierzchni. Stosowane są również zabezpieczenia powłokowe, zwiększające szczelność powierzchni. Odrębnym problemem jest ochrona prętów zbrojeniowych żelbetu przed korozją elektrochemiczną. W celu ochrony elementów żelbetowych przed korozją w zależności od agresywności środowiska wymagane jest stosowanie odpowiedniej grubości otulenia oraz ograniczenie dopuszczalnej szerokości rozwarcia rys.

## Korozja szkła

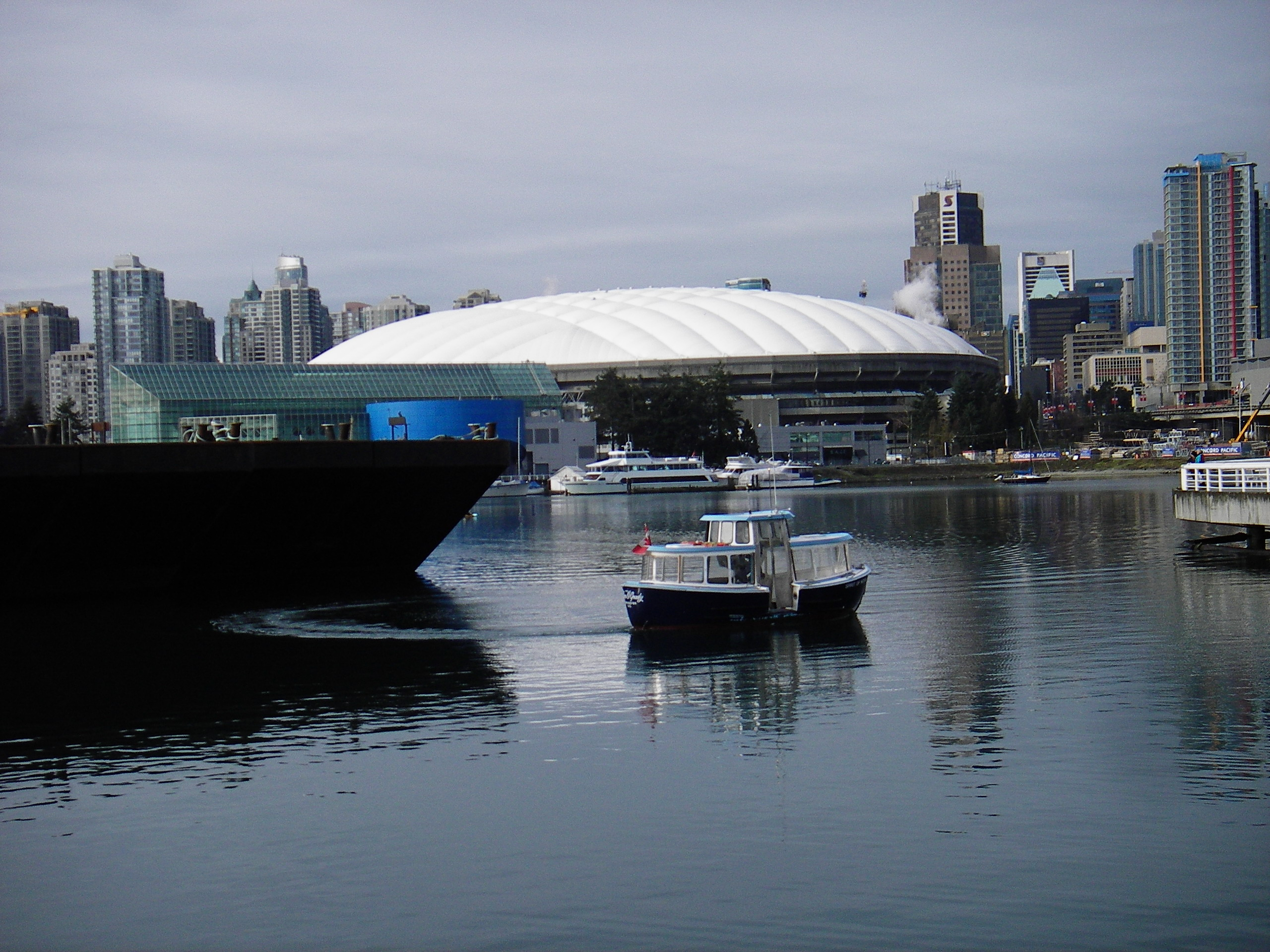
BC Place Stadium – dach z włókna szklanego i teflonu w Vancouver

Szkło jest materiałem o odpornym na działanie większości czynników chemicznych, w tym mocnych kwasów, z wyjątkiem kwasu fluorowodorowego. Odporność na działanie ługów jest wielokrotnie mniejsza. Działanie czystej wody powoduje hydrolizę zawartych w szkle krzemianów z utworzeniem krzemionki w formie żelu (nalot). Zjawisko nie występuje w  przypadku specjalnych gatunków szkła, takich jak szkło borowe (np. Pyrex, naczynia laboratoryjne).

## Korozja tworzyw sztucznych
Tworzywa sztuczne są stosunkowo odporne na działanie kwasów, zasad i soli. Rozpuszczalność w rozpuszczalnikach organicznych jest na ogół zgodna z zasadą podobnej polarności (dobra rozpuszczalność związku polarnego w rozpuszczalniku polarnym i niepolarnego w niepolarnym). Zdecydowana większość polimerów nie rozpuszcza się w wodzie, a tylko w różnym stopniu pęcznieje, co utrudnia biodegradację tworzyw odpadowych.  Polimerem o największej chemicznej odporności jest policzterofluoroetylen (teflon).
| Rodzaj tworzywa             | Mocne kwasy | Mocne alkalia | Węglowodory aromatyczne | Alkohole | Ketony | Benzyna |
| Poli(chlorek winylu) twardy | +           | +             | +                       | +        | 0      | +       |
| Poli(chlorek winylu) miękki | 0           | 0             | -                       | -        | -      | -       |
| Polistyren                  | +           | +             | -                       | +        | -      | 0       |
| Polietylen sztywny          | +           | +             | 0                       | +        | +      | 0       |
| Żywice epoksydowe           | +           | +             | +                       | +        | 0      | 0       |
| Szkło akrylowe              | +           | 0             | -                       | +        | -      | -       |
| Octan celulozy              | -           | -             | +                       | +        | 0      | 0       |
| Nitroceluloza               | 0           | 0             | +                       | +        | -      | 0       |
| Teflon                      | +           | +             | +                       | +        | +      | +       |

## Korozja drewna

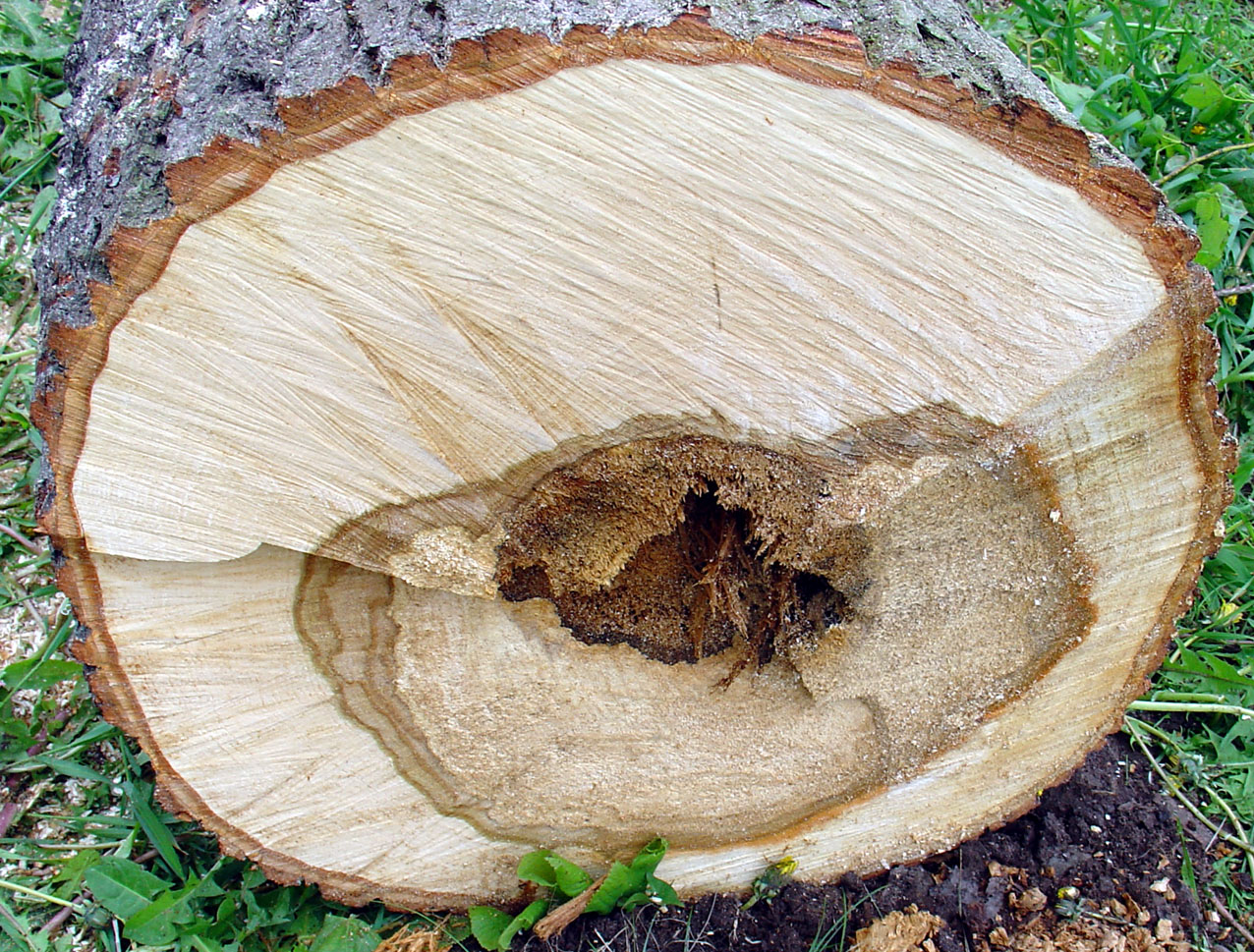
Uszkodzona tkanka drewna

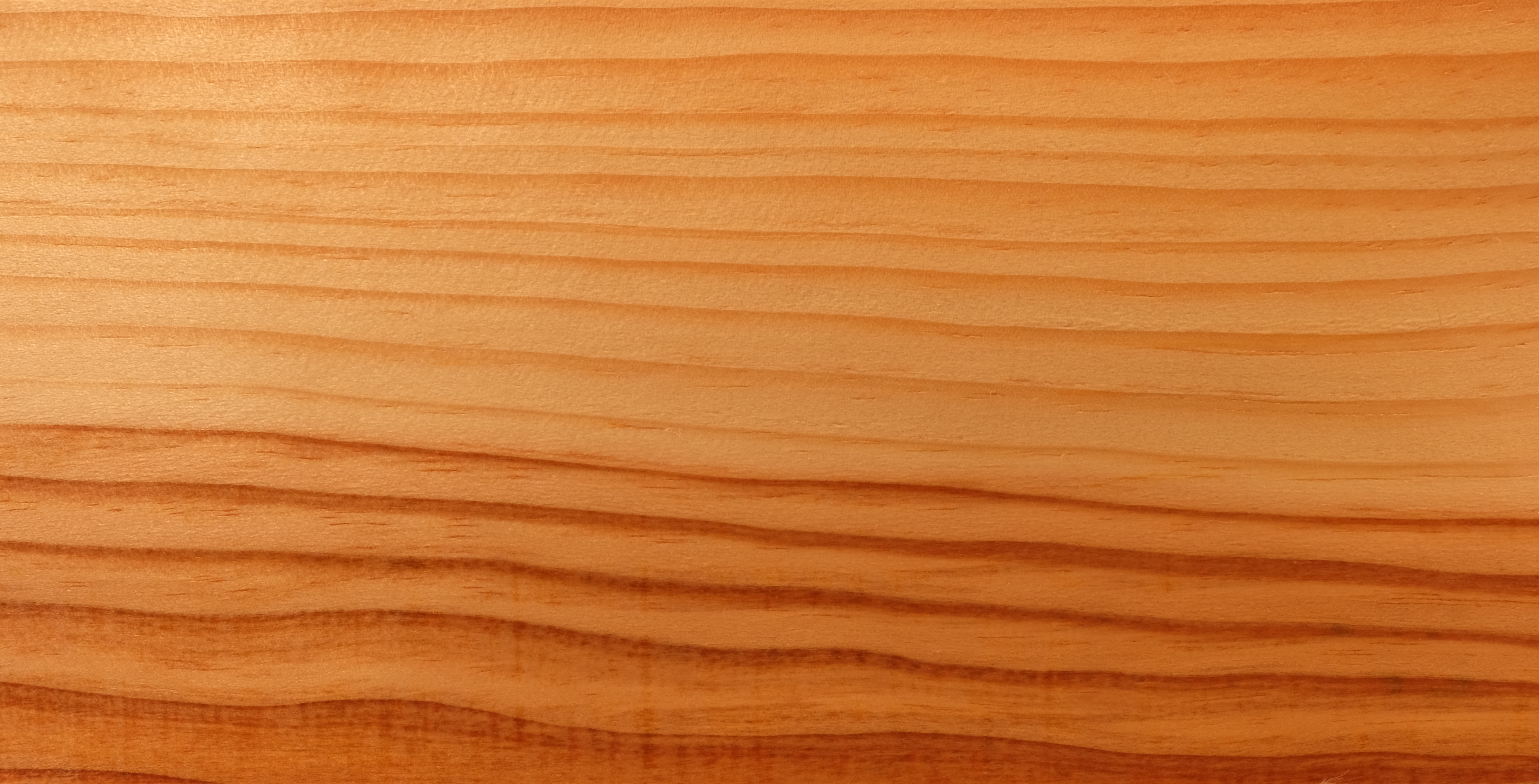
Impregnowana deska sosnowa

Strukturę drewna tworzy celuloza (do 60%) i lignina (ok. 30%) ligniny, składniki nierozpuszczalne w wodzie i w większości rozpuszczalników organicznych. Drewno, jako materiał stosowany w technice, charakteryzuje brak odporności na roztwory alkaliów i kwasy nieorganiczne (pęcznienie i hydroliza). Pod działaniem stężonego kwasu siarkowego może następować zwęglenie celulozy. Większość soli mineralnych impregnuje i konserwuje drewno.
Przyczyną niszczenia struktury drewna zwanego „murszem” (inaczej: zgnilizna drewna) jest porażenie przez grzyby. Równocześnie następują zmiany barwy. Wyróżnia się:
- zgniliznę korozyjną drewna (mursz twardy)  – objawiającą się powstawaniem licznych zagłębień, bez pękania i kurczenia się materiału
- zgniliznę destrukcyjną drewna (mursz miękki) – zaawansowany rozkład struktury, wywołany przez grzyby niszczące celulozę

W kontakcie ze zmurszałym drewnem ulegają korozji takie materiały budowlane, jak cement i cegła (działanie kwasów wydzielanych przez grzybnię).
Ochrona drewna przed korozją chemiczną polega na nasyceniu żywicami syntetycznymi, ulegającymi kondensacji lub polimeryzacji w tkankach drewna. Drewno zabezpieczone przez bakelizowanie (nasycanie żywicami fenolowo–formaldehydowymi) jest wykorzystywane do budowy zbiorników i rurociągów do cieczy agresywnych i przewodów wentylacyjnych.
Drewno zabezpiecza się przed murszeniem metodą impregnacji z użyciem, np.:
- związków organicznych, np. destylatów smołowych z węgli, fenoli, chlorobenzenów
- związków metaloorganicznych, np. naftenianów miedzi i cynku
- roztworów soli, np. NaCl, CuSO4, ZnSiF6, MgSiF6, K2Cr2O7.

## Korozja magmowa
Korozją magmową nazywa się zachodzące w zbiornikach magmowych nadtapianie już wydzielonych minerałów przez powtórnie rozgrzaną magmę (zobacz: skały magmowe)